# 시가현
시가현(일본어: 滋賀県)은 일본 긴키 지방에 있는 현이다. 현청 소재지는 오쓰시이다.

## 개요
과거 율령국인 오미국(일본어: 近江国)의 영역과 완전히 일치하며, 현명은 현청 소재지 오쓰시가 속해 있던 시가군에서 따왔다.
영제국명 "오미"가 "교토에서 가까운 호수"를 뜻하는 고어 "지카쓰 아하우미"(일본어: 近つ淡海)에서 따온 것이나, 오늘날 시가현의 별칭이 "호수의 나라"(일본어: 湖国 고코쿠[*])인데서 드러나듯이 시가현의 상징은 비와호이다. 비와호는 산업 용수는 물론 인접한 부·현 주민들을 아우른 약 1,400만 명의 식수를 제공하는 수원지인 한편, 관광 자원으로서 그 가치가 매우 높으며 비와호가 현 중앙부를 차지하고 있는 독특한 지형 특성상 시가현 안에서도 비와호를 끼고 지역마다 조금씩 차이가 드러나기도 한다. 비와호를 이용한 어업도 성행하고 있으며, 중세나 근세 시대에는 와카사만과 기나이 지방을 잇는 수운 교통의 중간 기착지 역할을 하기도 하여 오쓰, 가타타 등의 주요 도시들이 수운 교통의 거점으로 발전하였다. 육상 교통 또한 오래 전부터 발달하여 도카이도, 도산도(주산도), 호쿠리쿠도가 지금의 시가현 지역에서 합류해 교토로 이어졌으므로, 일찍이 "오미를 제패하는 자가 천하를 제패한다" (近江を制する者は天下を制す 오미오 세이스루 모노와 덴카오 세이스[*])라는 말이 있을 정도로 잦은 전란에 시달렸다.」
이와 같이 편리한 교통 환경은 인구 유출을 초래하여, 제2차 세계 대전 이전까지 시가현은 유입 인구수보다 유출 인구수가 많았다. 중세부터 근대에 걸쳐서는 많은 시가현 출신 상인들이 "오미 상인"이라 불리며 일본 각지로 진출하여 "비와호의 메기는 밖으로 나오면 커진다"(琵琶湖の鮎は外に出て大きくなる)라는 속담까지 생겼다. 제2차 세계 대전 패전 이후 고속도로의 정비와 트럭을 이용한 유통 산업의 성장으로 교통 환경의 편리함이 재입증되어, 물류기지나 공장, 연구개발시설 등이 연달아 진출하였고, 최근에는 JR 서일본의 어번 네트워크 확대에 따라 교토부, 오사카부의 침상 도시로 주목받아 인구가 증가하고 있다. 시가현처럼 도쿄 수도권 이외의 지방에서 인구가 증가하고 있는 현은 손에 꼽는다. 다만 개발이 진행되는 것은 교토·오사카와 인접한 야스시, 구사쓰시, 모리야마시, 릿토시, 오쓰시 등 남부 도시들로, 신흥 주택가가 많이 세워지고 있는 남부 도시들과는 달리 교토에서 떨어진 북부나 서부 지역은 전원적인 풍경이 이어진다. 시가현 당국은 인구 증가가 정체된 현 북동쪽 지역의 지역재생 사업을 추진하고 있다.
시가현은 긴키 지방으로 분류되며 문화적·경제적으로 교토, 오사카 등과 유기적인 관계가 강하지만, 주부 지방과의 교류도 잦았다. 따라서 <긴키권 정비법>에서 정한 <긴키권>, <주부권 개발정비법>에서 정한 <주부권> 양쪽에 모두 포함되어 있기 때문에 시가현지사는 긴키 지방 부·현지사들이 모이는 "긴키 블록 지사회", 주부 지방 현지사들이 모이는 "주부권 지사회의"에 모두 출석한다. 이렇게 긴키, 주부 양쪽의 지사 회의에 모두 참석하는 현으로는 미에현, 후쿠이현이 있다. 미에현, 후쿠이현, 기후현과 함께 시가현은 "니혼만나카 공화국"이라는 재단을 설립하여, 현지사 간 회의와 문화교류사업 등을 진행하고 있다. 2005년 세계 박람회 당시에는 주부 지방 8개 현과 함께 "주부 천년 공생촌"을 공동 출전하였다. 현 북부 지방이 긴키, 주쿄, 호쿠리쿠 지방의 중간 지점 역할을 하고 있어 공장이나 물류센터의 설치 계획이 이어지는 등 주부권의 한 축으로서 발전도 기대되고 있다. 또 NHK 나고야 방송국에서 제작하는 도카이 지방 3개 현 전용 날씨 예보에도 항상 시가현의 날씨가 표시된다.

## 지리

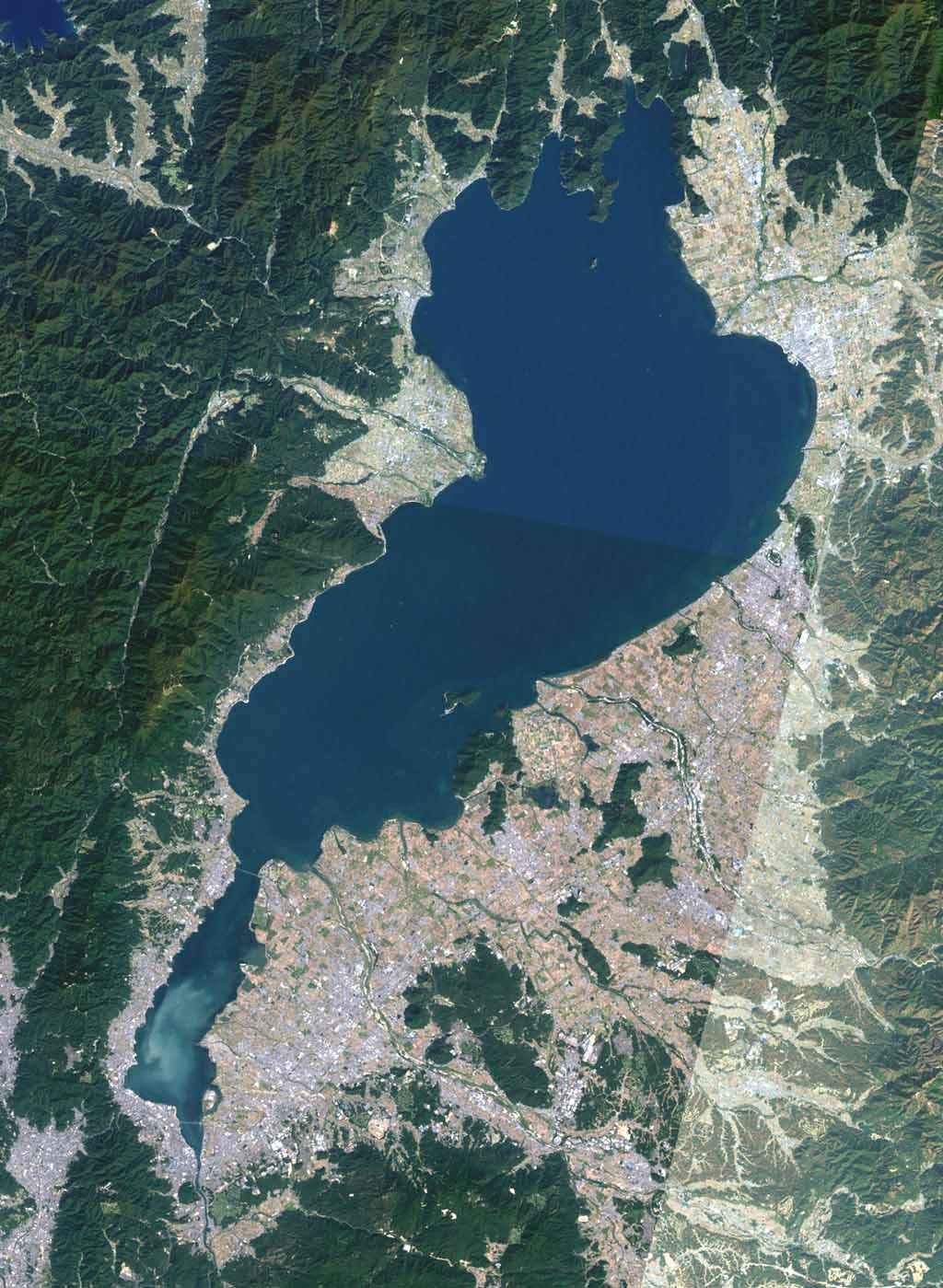
비와호 주변의 위성 사진

시가현은 북쪽으로 후쿠이현, 동쪽으로 기후현, 남동쪽으로 미에현, 서쪽으로 교토부와 접한다. 현은 네 개의 다른 지역인 고호쿠(호수의 북쪽), 고세이(호수의 서쪽), 고토(호수의 동쪽), 고난(호수의 남쪽)을 포함한다.
일본에서 가장 큰 호수인 비와호는 시가현의 중앙에 위치한다. 호수는 시가현 총면적의 6분의 1을 차지한다. 현은 서쪽으로 히라 산지, 동쪽으로 이부키산, 남동쪽으로 스즈카 산맥으로 둘러싸여 있다. 시가현 북쪽은 남쪽에 비해 대체적으로 춥고 눈이 많이 온다.
요도강이 비와호에서 발원해 교토시를 거쳐 오사카만으로 흘러든다. 이것은 호수 밖으로 흐르는 유일한 강이다.

### 기후

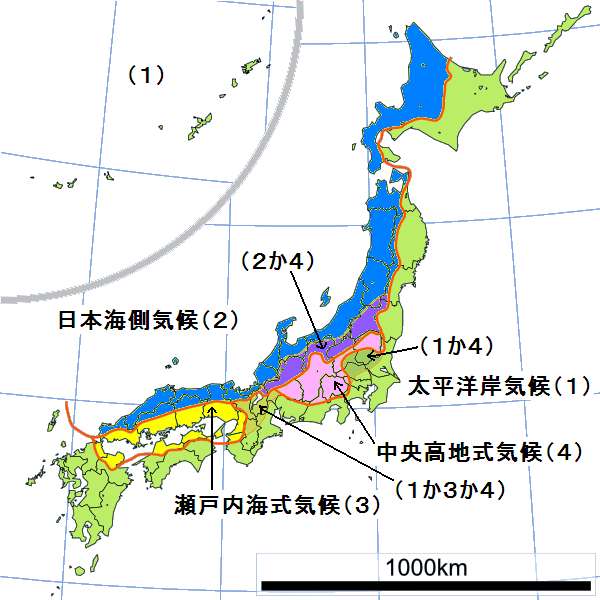
시가현은 복수의 기후 구분에 걸쳐 있다.

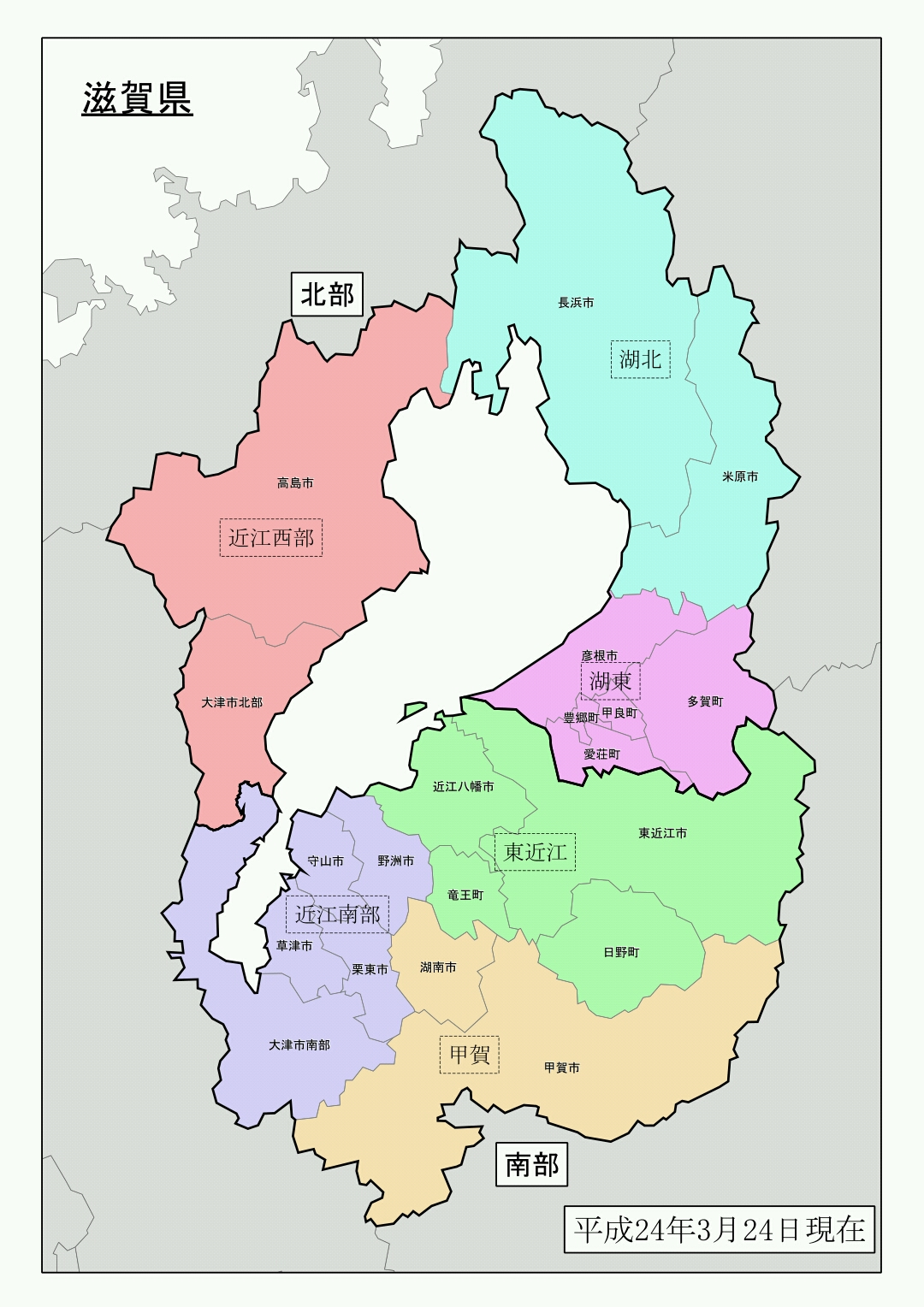
일본 기상청의 시가현 구분

전역이 내륙성 기후이지만, 북부는 호쿠리쿠·동해측 기후, 남부는 태평양측 기후 및 세토 내해식 기후를 겸비한다. 다른 지역처럼 동해측 기후와 태평양측 기후의 경계선에 산지가 있는 것이 아니라, 호숫가에 펼쳐진 동일한 평지 안에서 점차 기후가 변화해 가는 것이 큰 특징이다. 그러나 비와호가 있기 때문에 다른 분지에 비해 여름의 더위와 겨울의 추위는 다소 누그러진다. 호서·호북은 대부분이 특별 폭설지대와 폭설지대로 지정되어 있으며, 특히 구 요고정은 긴키에서 유일하게 일본 최남단의 특별 폭설지대로 지정되어 있다.
과거 최심적설·강설량 기록
이부키산에서는 1927년 2월 14일에 11.82미터의 적설을 관측했다. 이것은 정식으로 관측된 적설량으로서는 세계 기록이다. 시가현의 주요 폭설지대는 현 서부의 구치키무라, 현 북서부의 마키노재원, 현 최북부의 요고초, 현 북동부의 요네하라 갑진원 등 4개 지역으로 나뉜다.
그 중에서도 나가하마시 요고초 구 가타오카무라·니오무라에서는 높은 수치의 강설이 기록되고 있다. 마을의 최북단에 위치하는 나카가와치에서 1981년 56호설 시에 6m 55cm를 기록했다. 일본 잔혹이야기 제4부 보장 없는 사회에는 단세이 북부 눈의 참상을 이 일대에서는 눈이 평년으로 6m짜리 20척 많은 해는 약 9m인 30척은 쌓인다. 이 해 폭설에는 30척이 넘게 쌓였다. 그 장소라고 하는 것이 오쿠가와 같은 취락인 것 같다.'라는 기재가 있다. 또 히라산지 동쪽 기슭에는 히라오로시라고 하는 북서쪽의 국지풍이 있고, 3월 하순에 부는 것은 「히라팔강황무지」라고 불리며 봄의 도래를 알리는 풍물시가 되고 있다.

## 지역

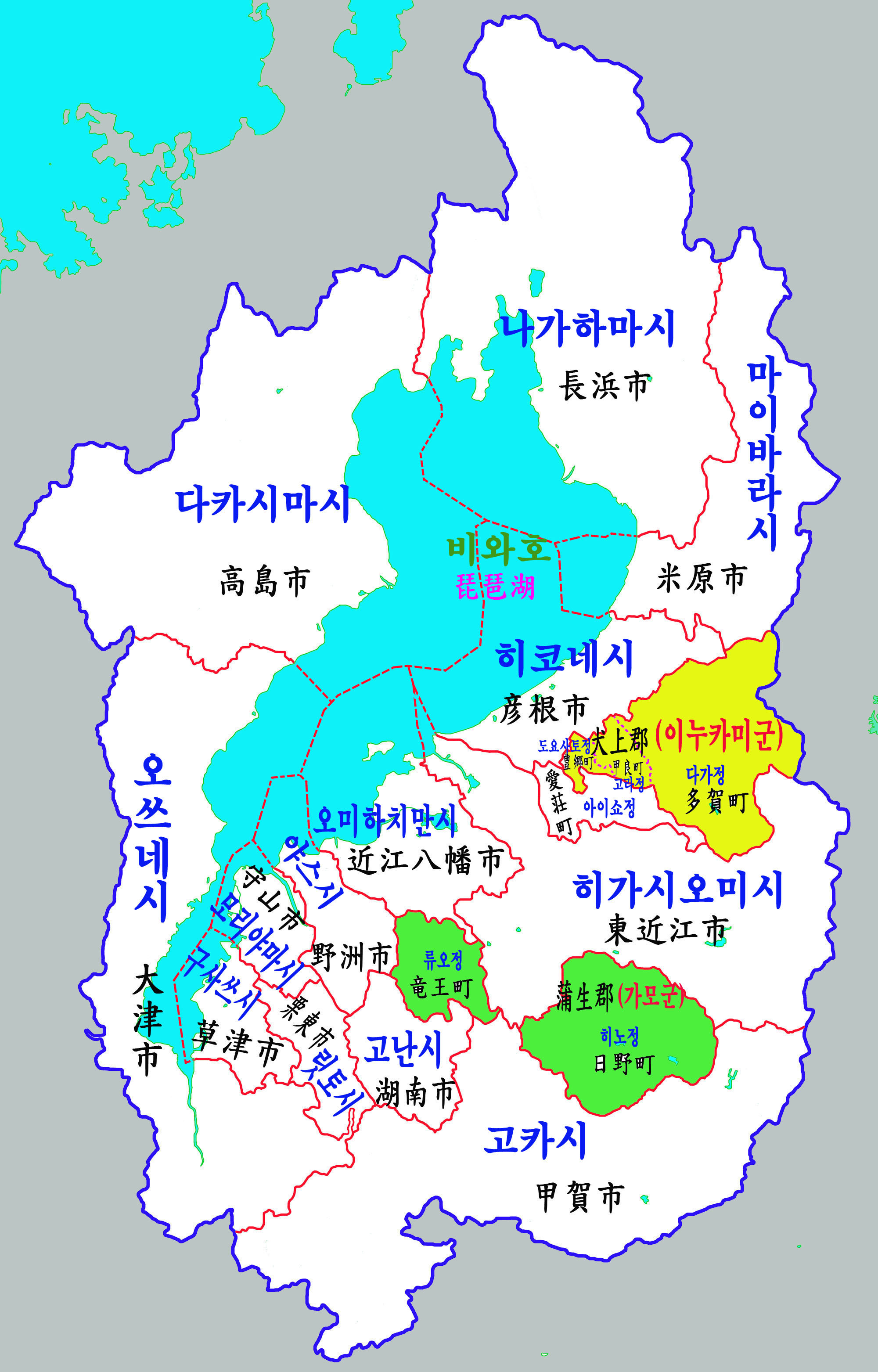
시가현의 지도

| - 오쓰시(大津市) - 현청 소재지 - 구사쓰시(草津市) - 모리야마시(守山市) - 릿토시(栗東市) - 야스시(野洲市) - 고카시(甲賀市) - 고난시(湖南市) | - 히가시오미시(東近江市) - 오미하치만시(近江八幡市) - 가모군(蒲生郡) - 히노정(日野町) - 류오정(竜王町) - 히코네시(彦根市) - 에치군(愛知郡) - 아이쇼정(愛荘町) - 이누카미군(犬上郡) - 고라정(甲良町) - 다가정(多賀町) - 도요사토정(豊郷町) - 나가하마시(長浜市) - 마이바라시(米原市) |

### 합병으로 소멸된 지역
- 히가시아자이군(東浅井郡)
  - 고호쿠정(湖北町) - 도라히메정(虎姫町)
- 가모군(蒲生郡)
  - 아즈치정(安土町)
- 이카군(伊香郡)
  - 기노모토정(木之本町) - 다카쓰키정(高月町) - 니시아자이정(西浅井町) - 요고정(余呉町)

## 경제·산업
경작지는 현의 거의 6분의 1을 차지한다. 쌀이 주요 작물이며, 농지의 90% 이상이 논이다. 대부분의 농장은 소규모로 약간의 수입만 벌어들인다. 대부분의 농부들은 다른 소득원으로부터의 수입에 의존한다. 동부 시가 지역은 소 사육지로 유명하고 남동부 시가 지역은 녹차로 유명하다. 비와호에서는 일부 사람들이 어업과 담수 진주 농사를 짓는다.
중세 시대부터 특히 에도 시대에 많은 시가 사람들이 상업에 적극적이어서 오미 상인(五美商人, 오미쇼닌, 오미아킨도)으로 불렸고, 때로는 시기심 많은 다른 상인들로부터 오미 도둑(오미도로보)으로 불렸다. 예를 들어 신일본생명, 이토추, 마루베니, 다카시마야, 와코오, 얀마르는 모두 시가 출신들에 의해 설립되었다. 오미하치만, 히노, 고카쇼, 도요사토와 같은 그들의 고향에서는 그들의 저택이 관광 명소로 보존되었다.
1960년대 초에 시가 사는 산업을 발전시켜 IBM 재팬, 캐논, 얀마 디젤, 미쓰비시, 도레이와 같은 회사들이 소유한 주요 공장들을 지원하였다. 2014년 내각부 통계에 따르면 그로스 시가 제품에서 제조업이 차지하는 비중은 35.4%로 일본에서 가장 높았다. 전통 산업으로는 직물, 시가라키 공예품, 히코네와 나가하마 부쓰단, 코카의 의약품, 아도가와의 부채갈비가 있다.

## 인구
인구는 교토와 인접한 오쓰시의 비와호 남쪽 기슭과 호수의 동쪽 기슭에 집중되어 있다. 호수의 서쪽과 북쪽 해안은 백사장이 있는 휴양지 중심이다. 최근 몇 년간 많은 브라질 사람들이 인근 공장에서 일하기 위해 시가 지역에 정착했다. 시가에는 25,040명의 외국인이 거주하고 있으며, 2016년 12월 현재 30%의 외국인이 브라질인이다.
| · 滋賀県의 인구추이              | |
| 일본 총무성 통계국 국세조사 결과 | |
|                                  | 이 그래프는 더 이상 지원되지 않는 레거시 그래프 확장 기능을 사용하고 있습니다. 새로운 차트 확장 기능으로 변환해야 합니다. |

| 연도  | 인구      | ±%     |
| ----- | --------- | ------ |
| 1920  | 651,050   | —      |
| 1930  | 691,631   | +6.2%  |
| 1940  | 703,679   | +1.7%  |
| 1950  | 861,180   | +22.4% |
| 1960  | 842,695   | −2.1%  |
| 1970  | 889,768   | +5.6%  |
| 1980  | 1,079,898 | +21.4% |
| 1990  | 1,222,411 | +13.2% |
| 2000  | 1,342,832 | +9.9%  |
| 2010  | 1,410,777 | +5.1%  |
| 2015  | 1,412,916 | +0.2%  |
| 출처: |           |        |

## 교통

### 철도
- 도카이 여객철도: 도카이도 신칸센, 도카이도 본선
- 서일본 여객철도: 호쿠리쿠 본선(비와코선), 도카이도 본선(비와코선), 고세이선, 구사쓰선
- 오미 철도: 본선, 요카이치선, 다가선
- 시가라키 고원 철도: 시가라키선
- 게이한 전기 철도: 이시야마사카모토선, 게이신선
- 히에이잔 철도: 히에이잔 철도선

### 도로
- 고속도로
  - 호쿠리쿠 자동차도
  - 주오 자동차도
  - 긴키 자동차도
- 국도
  - 국도 제1호선
  - 국도 제8호선
  - 국도 제21호선
  - 국도 제161호선
  - 국도 제303호선 (일본)(일본어판)
  - 국도 제306호선 (일본)(일본어판)
  - 국도 제307호선
  - 국도 제365호선 (일본)(일본어판)
  - 국도 제367호선 (일본)(일본어판)
  - 국도 제421호선 (일본)(일본어판)
  - 국도 제422호선 (일본)(일본어판)
  - 국도 제477호선 (일본)(일본어판)

## 자매 주
- 미국 미시간주
- 브라질 히우그란지두술주
- 중화인민공화국 후난성